# پرسیوال پی. باکستر
پرسیوال پروکتور باکستر (Percival Proctor Baxter) (زادهٔ ۲۲ نوامبر ۱۸۷۶- درگذشتهٔ ۱۲ ژوئن ۱۹۶۹)، سیاستمدار و نوع‌دوست آمریکایی اهل ایالت مِین بود. او که فرزند جیمز فینی باکستر، شهردار مِین و چهرهٔ برجستهٔ صنعت کنسروسازی بود، از سال ۱۹۲۱ تا ۱۹۲۵ به‌عنوان پنجاه‌وسومین فرماندار ایالت مِین آمریکا فعالیت کرد. او که نیکوکاری سرشناس بود، چندین قطعه زمین از جمله باکستر وودز (پورتلند)، پارک ایالتی جزیرهٔ مک ورث (فالموث) و پارک ایالتی باکستر (بخش پیسکاتاکیس) را صرف امور خیریه کرد.

## اوایل زندگی

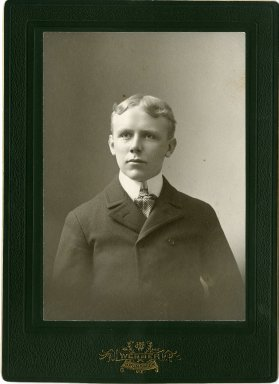
پرسیوال پروکتور باکستر در سال ۱۸۹۸

باکستر در خانواده‌ای ثروتمند در پورتلند به دنیا آمد. پدرش جیمز فینی باکستر در این شهر شش دوره شهردار بود و در صنعت کنسروسازی ثروت هنگفتی اندوخته بود. در سال ۱۸۹۴، او از دبیرستان پورتلند و در سال ۱۸۹۸ از کالج بودین فارغ‌التحصیل شد. باکستر، هنگام اقامت در بودوین، مجلهٔ ادبی مدرسه، به نام کوئیل، را پایه‌گذاری کرد. بعدها در سال ۱۹۰۱، او مدرک حقوق خود را از دانشگاه هاروارد دریافت کرد. باکستر در پورتلند وارد کسب‌وکار املاک و مستغلات خانوادگی شد. او هفت خواهر و برادر داشت. بااین‌حال، قصد داشت بخش عمدهٔ ثروت خانوادگی را به ارث ببرد.
هنگامی که باکستر فرماندار بود، قطعهٔ بزرگی از زمین جنگلی را به مردم مِین بخشید که به پارک ایالتی باکستر تبدیل شد. او گفت: «مرگ حق است. آثار انسان عمر چندانی ندارد. ساختمان‌ها فرو می‌ریزند، بناهای تاریخی رو به زوال می‌روند و ثروت ناپدید می‌شود، اما کتاهدین با همهٔ شکوه و عظمتش، باید همیشه کوه اهالی مِین باقی بماند».
باکستر همچنین از مخالفان سرسخت کو کلاکس کلان مِین بود؛ این گروه از فعالیت‌های دشمن سیاسی و جانشینش رالف آون بروستر، حمایت می‌کرد.

## سابقهٔ انتخاباتی
- سنای ایالت مِین، ۱۹۱۰–۱۹۰۹
- مجلس نمایندگان مِین، ۱۹۱۹–۱۹۱۶
- سنای ایالت مِین، ۱۹۲۱–۱۹۱۹ (نایب‌رئیس در سال ۱۹۲۱)
- فرماندار مِین، ۱۹۲۴–۱۹۲۱ (پس از مرگ فرماندار فردریک هیل پاخکورست و برای یک دوره انتخاب شد).
- شکست در کارزار انتخابات برای مجلس سنای ایالات متحده-۱۹۲۶

## پارک ایالتی باکستر
تاریخ باکستر با پارک ایالتی باکستر و همین‌طور کوه کتاهدین، مرتفع‌ترین نقطهٔ مِین (بالاترین برآمدگی در کتاهدین، قلهٔ باکستر نام دارد)، درهم آمیخته است و نام او را یدک می‌کشد.
در سال ۱۹۰۳، باکستر اولین‌بار برای ماهی‌گیری به منطقهٔ اطراف کتاهدین رفت. در سال ۱۹۸۵، انجمن مالکان مِین از ایالت خواسته بود تا آن منطقه از جنگل‌های مِین را به پارک ایالتی تبدیل کند تا برای توریست‌ها جذاب باشد. در سال ۱۹۱۱، لایحه‌ای برای تبدیل این منطقه به پارک ملی ایالات متحده مطرح شد، اما هیچ‌یک از طرح‌ها به نتیجه نرسید. در سال ۱۹۱۶، باکستر پویش خود را برای تبدیل منطقه به پارک ایالتی آغاز کرد. در سال ۱۹۲۰، او گروهی از سیاستمداران را به قلهٔ پامولا برد و از لبهٔ کوه تا قله عبور داد (که اکنون قلهٔ باکستر نامیده می‌شود).
باکستر در سال ۱۹۲۱ در یک سخنرانی گفت:
«مِین به‌خاطر دو هزار و پانصد مایل نوار ساحی و جزیره‌های بی‌شمار، دریاچه‌ها و برکه‌ها، جنگل‌ها و رودخانه‌هایش معروف است. اما پارک کوه کتاهدین شکوهی مانگار و یادبودی ارزشمند برای بزرگداشت اولین و شروع دومین قرن پذیرش مین به‌عنوان ایالت باقی خواهد ماند. این پارک برای آیندگان ما موهبت خواهد بود و آنها درمی‌یابند آنچه ما برایشان ساخته‌ایم بسیار خردمندانه‌تر از چیزی بوده که نیاکانمان برای ما انجام دادند».
اغلب زمین‌های اطراف کتاهدین در آن ایام به شرکت کاغذ بزرگ شمالی تعلق داشت. پس از سقوط ۱۹۲۹، این شرکت با فروش ۶۰۰۰ آکر (۲۴ کیلومتر مربع) از زمین‌های اطراف کوه به مبلغ ۲۵۰۰۰ دلار در سال ۱۹۳۰ به باکستر موافقت کرد. باکستر هم به نوبهٔ خود، این زمین را به این شرط به دولت واگذار کرد که «همیشه برای پارک عمومی و اهداف تفریحی استفاده شود و نیز در وضعیت طبیعت بکر و وحشی باقی بماند و به‌عنوان پناهگاه حیوانات وحشی و پرندگان نگهداری شود. از این به بعد، هیچ جاده یا راهی برای وسایل نقلیهٔ موتوری روی آن یا در آن ساخته نشود».
در سال ۱۹۳۱، این پارک به افتخار او نام‌گذاری شد. باکستر قصد داشت املاکی را به پارک اضافه کند، اما اغلب با مخالفت افرادی روبه‌رو می‌شد که تمایلی به فروش نداشتند یا تبادل-هایی موقتی انجام می‌دادند تا امکان ادامهٔ عملیات الوار پیش از تکمیل تملک زمین فراهم شود. باکستر، با اشاره به این‌که به دولت فدرال اعتمادی ندارد، در برابر تلاش‌هایی که برای تبدیل پارک به پارک ملی انجام می‌شد، مقاومت کرد. او پیمان‌های محدودیت‌آور متفاوتی را در مورد این پارک وضع کرد تا امروز این پارک در واقع بخشی از ادارهٔ حفاظت از محیط زیست نباشد. این نهاد مدیریت پارک‌های دیگر ایالت را برعهده دارد. در عوض، این پارک امروزه از سوی ادارهٔ پارک ایالتی باکستر مدیریت می‌شود.
در سال ۱۹۶۲، باکستر که ۸۷ ساله بود، بیست‌وهشتمین سند خود را اهدا کرد. این پارک امروز شامل ۳۱۴ مایل مربع (۸۱۰ کیلومتر مربع) است. باکستر بدون این‌که ازدواج کند، فوت کرد و ۷ میلیون دلار برای نگهداری از این پارک به میراث گذاشت.

## جمهوری‌خواه ضد-طایفه
دوران تصدی باکستر در مقام فرماندار همزمان با ظهور کو کلاکس بزرگ به‌عنوان گروهی در ایالت مِین و سیاست ملی بود. اگرچه باکستر دشمن سرسخت بزرگ بود، اما با نفوذ سناتورهای ایالتی رالف اُ. بروستر، مارک آلتون بارویس، هاجدون بازل و دیگران که در اوایل دههٔ ۱۹۲۰ از لایحه‌هایی حمایت می‌کردند که کمک مالی به مدارس محلی را کاهش می‌داد، بدین ترتیب، «مسئله‌ای تفرقه‌انگیز» میان جوامع پروتستان و کاتولیک مِین ایجاد کرد. بروستردر سال ۱۹۲۵، جانشین باکستر در مقام فرماندار شد. در سال ۱۹۲۸، هنگامی که بروستر برای انتخابات مجلس سنای ایالات متحده کاندیدا شده بود، باکستر آشکارا او را به‌عنوان عضو بزرگ متهم کرد و به تضمین پیروزی فردریک هیل، سناتور کنونی ایالات متحده، کمک کرد.

## سایر فعالیت‌ها

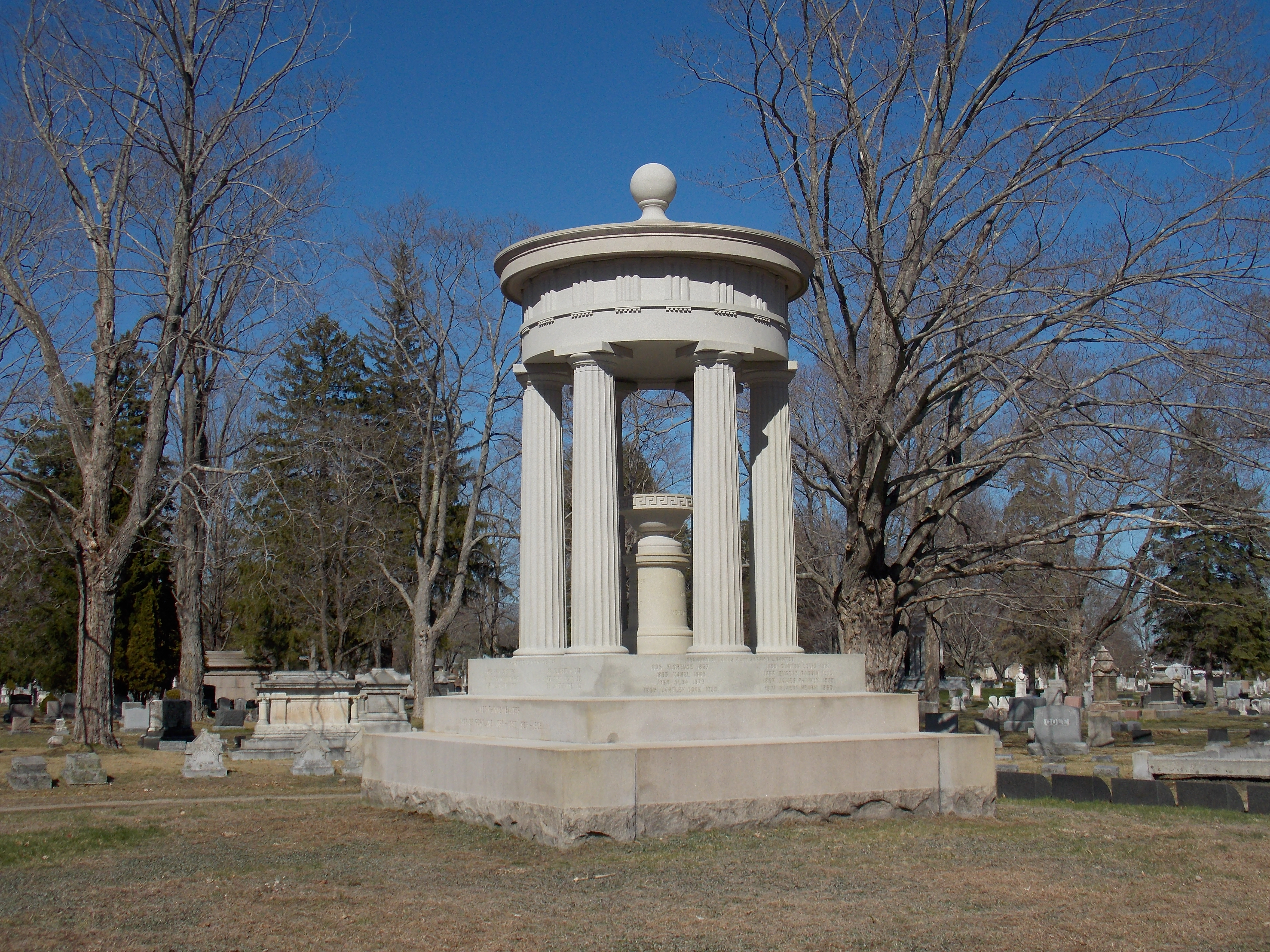
بنای یادبود خانواده باکستر در گورستان همیشه سبز.

در سال ۱۸۹۶، باکستر به تعدادی از همکلاسی‌های دوران تحصیل خود در بودوین پیوست و به بَث، مِین سفر کرد. ویلیام جنینگز برایان، نامزد دموکرات ریاست‌جمهوری، قرار بود در آنجا سخنرانی کند. باکستر و همراهانش به‌خاطر بروز رفتارهای ناهنجار دستگیر شدند. اگرچه همراهان باکستر به اشتباه خود اعتراف کردند، فرماندار آینده با کمک پدرش، جیمز فینی باکستر، شهردار پورتلند، این اتهامات را نپذیرفت و موفق شد سوءپیشینهٔ خود را از بین ببرد.
در سال ۱۹۵۳، باکستر جزیرهٔ مک ورث را به ایالت اهدا کرد. او همچنین خانهٔ تابستانی خود در فالموث، مِین را برای احداث مدرسهٔ دولتی باکستر ویژهٔ ناشنوایان (که در سال ۱۹۵۷ از مدرسهٔ ناشنوایان مِین پایه‌گذاری شد) واگذار کرد که تا امروز فعال است.
باکستر به‌خاطر دلبستگی عمیقش به حیوانات و پایبندی به رفتار انسانی با آن‌ها مشهور بود. وقتی در زمان فرمانداری باکستر، سگش، گری مُرد، دستور داد پرچم‌ها در کاخ ایالتی نیمه‌افراشته شود که خشم برخی از گروه‌های کهنه‌سربازان را برانگیخت. باکستر به چندین جامعهٔ انسانی در سراسر کشور تعلق داشت که یکی از آن‌ها، انجمن مبارزه با کالبدشناسی حیوانات زندهٔ نیوانگلند، او را به «بزرگ‌ترین فرماندار آمریکا با رفتاری انسانی» بدل کرد.
پس از مرگ تئودور اف. گرین از رودآیلند در ۱۹ مه سال ۱۹۶۶، باکستر به سالخورده‌ترین فرماندار سابق ایالات متحده بدل شد.
باکستر در پورتلند چشم از جهان فروبست و خاکسترش را در پارک پراکندند.